# Tournoi de clôture du championnat du Chili de football 2005
Navigation
Tournoi précédent Tournoi suivant
Le tournoi de clôture de la saison 2005 du Championnat du Chili de football est le second tournoi de la soixante-treizième édition du championnat de première division au Chili. 
La saison sportive est scindée en deux tournois saisonniers, Ouverture et Clôture, qui décerne chacun un titre de champion. Le fonctionnement de chaque tournoi est le même; une première phase voit les vingt équipes réparties en quatre poules où elles affrontent les autres équipes une seule fois, dix équipes se qualifient pour la seconde phase, jouée en matchs à élimination directe. Le vainqueur du tournoi de Clôture se qualifie pour la Copa Libertadores 2006.
La relégation est normalement décidée à l'issue du tournoi de Clôture. Un classement cumulé des trois dernières saisons est effectué et les deux derniers de ce classement sont relégués et remplacés par les deux meilleures équipes de Segunda Division, la deuxième division chilienne, tandis que les 17e et 18e doivent disputer un barrage de promotion-relégation face aux 3e et 4e de D2.
C'est le Universidad Católica, qui remporte le tournoi après avoir battu le CF Universidad de Chile en finale. C'est le neuvième titre de champion du Chili de l'histoire du club.

## Les clubs participants
| - Colo Colo - Universidad Católica - CF Universidad de Chile - Unión San Felipe - CD Coquimbo Unido - CSD Rangers - Club de Deportes Cobreloa - Club Deportivo Huachipato - Deportes Melipilla - CD Everton de Viña del Mar | - Club de Deportes Cobresal - Unión Española - Deportes Temuco - Audax Italiano - Club Deportivo Palestino - CD Puerto Montt - CD Universidad de Concepción - Santiago Wanderers - Club Deportes Concepción - Deportes La Serena |

## Compétition
Le barème utilisé pour établir le classement est le suivant :
- Victoire : 3 points
- Match nul : 1 point
- Défaite : 0 point

### Première phase
| Rang | Équipe                    | Pts | J  | G  | N | P  | Bp | Bc | Diff |
| ---- | ------------------------- | --- | -- | -- | - | -- | -- | -- | ---- |
| 1    | Universidad Católica      | 49  | 19 | 15 | 4 | 0  | 33 | 3  | +30  |
| 2    | Club Deportivo Huachipato | 34  | 19 | 10 | 4 | 5  | 31 | 20 | +11  |
| 3    | Club Deportes Concepción  | 33  | 19 | 9  | 6 | 4  | 28 | 24 | +4   |
| 4    | Unión San Felipe          | 23  | 19 | 6  | 5 | 8  | 24 | 33 | -9   |
| 5    | CD Puerto Montt           | 18  | 19 | 5  | 3 | 11 | 17 | 31 | -14  |

| Rang | Équipe                     | Pts | J  | G  | N | P  | Bp | Bc | Diff |
| ---- | -------------------------- | --- | -- | -- | - | -- | -- | -- | ---- |
| 1    | CF Universidad de Chile    | 38  | 19 | 11 | 5 | 3  | 34 | 24 | +10  |
| 2    | Deportes La Serena         | 24  | 19 | 6  | 6 | 7  | 24 | 24 | 0    |
| 3    | CD Everton de Viña del Mar | 23  | 19 | 5  | 8 | 6  | 23 | 22 | +1   |
| 4    | Santiago Wanderers         | 23  | 19 | 6  | 5 | 8  | 17 | 23 | -6   |
| 5    | Deportes Temuco            | 19  | 19 | 6  | 1 | 12 | 17 | 39 | -22  |

|  | Qualification pour la seconde phase               |
|  | T : Tenant du titre P : Promu de Segunda Division |

| Rang | Équipe                    | Pts | J  | G | N | P | Bp | Bc | Diff |
| ---- | ------------------------- | --- | -- | - | - | - | -- | -- | ---- |
| 1    | Club de Deportes Cobresal | 28  | 19 | 8 | 4 | 7 | 30 | 24 | +6   |
| 2    | Club de Deportes Cobreloa | 23  | 19 | 6 | 5 | 8 | 23 | 21 | +2   |
| 3    | Club Deportivo Palestino  | 23  | 19 | 5 | 8 | 6 | 23 | 22 | +1   |
| 4    | Audax Italiano            | 18  | 19 | 4 | 6 | 9 | 24 | 32 | -8   |
| 5    | CSD Rangers               | 18  | 19 | 4 | 6 | 9 | 24 | 32 | -8   |

| Rang | Équipe                       | Pts | J  | G  | N | P  | Bp | Bc | Diff |
| ---- | ---------------------------- | --- | -- | -- | - | -- | -- | -- | ---- |
| 1    | Colo Colo                    | 44  | 19 | 13 | 5 | 1  | 47 | 17 | +30  |
| 2    | CD Universidad de Concepción | 27  | 19 | 8  | 3 | 8  | 27 | 28 | -1   |
| 3    | Unión Española               | 24  | 19 | 6  | 6 | 7  | 30 | 34 | -4   |
| 4    | Deportes Melipilla           | 20  | 19 | 6  | 2 | 11 | 17 | 23 | -6   |
| 5    | CD Coquimbo Unido            | 15  | 19 | 3  | 6 | 10 | 18 | 30 | -12  |

### Seconde phase
Tour préliminaire :
| Équipe 1                  | Résultat | Équipe 2                 |
| ------------------------- | -------- | ------------------------ |
| Club de Deportes Cobreloa | 5 - 0    | Club Deportes Concepción |

Quarts de finale :
| Équipe 1                     | Résultat      | Équipe 2                  | Aller | Retour |
| ---------------------------- | ------------- | ------------------------- | ----- | ------ |
| Club de Deportes Cobresal    | 3 - 2         | Club Deportivo Huachipato | 2 - 1 | 1 - 1  |
| CD Universidad de Concepción | 1 - 2         | CF Universidad de Chile   | 1 - 2 | 0 - 0  |
| Deportes La Serena           | 4 - 4 4-1 tab | Colo Colo                 | 1 - 1 | 3 - 3  |
| Club de Deportes Cobreloa    | 2 - 3         | Universidad Católica      | 1 - 1 | 1 - 2  |

Demi-finales :
| Équipe 1                  | Résultat | Équipe 2                | Aller | Retour |
| ------------------------- | -------- | ----------------------- | ----- | ------ |
| Deportes La Serena        | 3 - 4    | Universidad Católica    | 3 - 3 | 0 - 1  |
| Club de Deportes Cobresal | 4 - 5    | CF Universidad de Chile | 2 - 1 | 2 - 4  |

Finale :
| 18 décembre 2005 | CF Universidad de Chile | 0 - 1 | Universidad Católica | Estadio Nacional, Santiago du Chili         |                                             |
|                  |                         |       | Rubio 70e (pen.)     | Spectateurs : 70 000 Arbitrage : Pablo Pozo | Spectateurs : 70 000 Arbitrage : Pablo Pozo |

| 19 décembre 2005 | Universidad Católica | 1 - 2 | CF Universidad de Chile  | Estadio Nacional, Santiago du Chili           |                                               |
|                  | Osorio 5e            |       | Salas 52e · Rivarola 73e | Spectateurs : 65 000 Arbitrage : Rubén Selman | Spectateurs : 65 000 Arbitrage : Rubén Selman |
|                  | Tirs au but 5-4      |       |                          | Spectateurs : 65 000 Arbitrage : Rubén Selman | Spectateurs : 65 000 Arbitrage : Rubén Selman |

### Classement cumulé
Un classement cumulé des trois dernières saisons est effectué afin de déterminer à la fois la troisième équipe qualifiée pour la Copa Libertadores (par le biais du tour préliminaire) mais aussi les deux équipes reléguées. Afin de ne pas pénaliser les équipes promues lors des deux dernières saisons, une pondération est mise sur les différentes saisons.
| Pos | Équipe                       | 2003 | 2003 | 2004 | 2004 | 2005 | 2005 | Total |
| Pos | Équipe                       | Pts  | Pond | Pts  | Pond | Pts  | Pond | Total |
| --- | ---------------------------- | ---- | ---- | ---- | ---- | ---- | ---- | ----- |
| 1   | Universidad CatólicaC        | 44   | 8.8  | 51   | 15.3 | 93   | 46.5 | 70.6  |
| 2   | Colo Colo                    | 55   | 11.0 | 65   | 19.5 | 76   | 38.0 | 68.5  |
| 3   | CF Universidad de ChileCf    | 43   | 8.6  | 57   | 17.1 | 77   | 38.5 | 64.2  |
| 4   | Club Deportes Concepción     | 0    | 0    | 0    | 0    | 61   | 61.0 | 61.0  |
| 5   | Club de Deportes Cobreloa    | 53   | 10.6 | 62   | 18.6 | 56   | 28.0 | 57.2  |
| 6   | Club Deportivo Huachipato    | 41   | 8.2  | 47   | 14.1 | 65   | 32.5 | 54.8  |
| 7   | CD Universidad de Concepción | 56   | 11.2 | 60   | 18.0 | 46   | 23.0 | 52.2  |
| 8   | Unión EspañolaO              | 49   | 9.8  | 49   | 14.7 | 50   | 25.0 | 49.5  |
| 9   | CD Everton de Viña del Mar   | 0    | 0    | 43   | 17.2 | 53   | 31.8 | 49.0  |
| 10  | Club de Deportes Cobresal    | 43   | 8.6  | 34   | 10.2 | 60   | 30.0 | 48.8  |
| 11  | Santiago Wanderers           | 46   | 9.2  | 50   | 15.0 | 46   | 23.0 | 47.2  |
| 12  | Deportes La Serena           | 0    | 0    | 34   | 13.6 | 50   | 30.0 | 43.6  |
| 13  | CSD Rangers                  | 39   | 7.8  | 33   | 9.9  | 46   | 23.0 | 40.7  |
| 14  | Audax Italiano               | 43   | 8.6  | 47   | 14.1 | 34   | 17.0 | 39.7  |
| 15  | Club Deportivo Palestino     | 43   | 8.6  | 35   | 10.5 | 41   | 20.5 | 39.6  |
| 16  | CD Coquimbo UnidoOf          | 17   | 3.4  | 47   | 14.1 | 44   | 22.0 | 39.5  |
| 17  | CD Puerto Montt              | 40   | 8.0  | 37   | 11.1 | 36   | 18.0 | 37.1  |
| 18  | Deportes Melipilla           | 0    | 0    | 0    | 0    | 37   | 37.0 | 37.0  |
| 19  | Unión San Felipe             | 22   | 4.4  | 32   | 9.6  | 41   | 20.5 | 34.5  |
| 20  | Deportes Temuco              | 28   | 5.6  | 45   | 13.5 | 36   | 18.0 | 34.1  |

|  | Qualification pour la Copa Libertadores 2006                                                                                                |
|  | Qualification pour le tour préliminaire de la Copa Libertadores 2006                                                                        |
|  | Participation au barrage de promotion-relégation                                                                                            |
|  | Relégation directe en Segunda División |
|  | O : Vainqueur du tournoi Ouverture Of : Finaliste du tournoi Ouverture C : Vainqueur du tournoi Clôture Cf : Finaliste du tournoi Ouverture |

#### Barrage de promotion-relégation
| Équipe 1                      | Résultat     | Équipe 2           | Aller | Retour |
| ----------------------------- | ------------ | ------------------ | ----- | ------ |
| Club Deportivo O'Higgins (D2) | 4 - 3        | Deportes Melipilla | 1 - 0 | 3 - 3  |
| Provincial Osorno (D2)        | 2 -2 3-5 tab | CD Puerto Montt    | 0 - 1 | 2 - 1  |

## Bilan du tournoi
| Championnat du Chili de football 2005 |                                 |
| Champion                              | Universidad Católica (9e titre) |
| Qualifications continentales          |                                 |
| Copa Libertadores 2006                | Unión Española                  |
| Copa Libertadores 2006                | Universidad Católica            |
| Copa Libertadores 2006                | Colo Colo (tour préliminaire)   |
| Promotions et relégations             |                                 |
| Promus en Primera División            | Club Deportivo O'Higgins        |
| Promus en Primera División            | CD Santiago Morning             |
| Promus en Primera División            | Club de Deportes Antofagasta    |
| Relégués en Segunda División          | Unión San Felipe                |
| Relégués en Segunda División          | Deportes Temuco                 |
| Relégués en Segunda División          | Deportes Melipilla              |